# Gustav Kessler
Gustav Kessler (ortografia alemanya: Keßler) (1832-1904) va ser un sindicalista alemany.
Es va incorporar al Partit del Progrés el 1883 i va ser l'editor de Bauhandwerker, una revista sindicalista per a treballadors de la construcció des de 1884 fins a 1886. Com a resultat de les Lleis antisocialistes alemanyes, va ser expulsat de Berlín el 1886 i finalment d'altres pobles també. El 1899, va ser delegat en el congrés fundacional de la Segona Internacional a París. Va ser editor del diari socialista Volksblatt für Teltow-Beeskow-Storkow-Charlottenburg des 1890. El 1890 i 1891, va ser el delegat de l'SPD des de Calbe-Aschersleben. Va ser membre del Reichstag en diverses ocasions. Una figura important en el localisme d'aquell temps del moviment obrer alemany, va ser un dels fundadors de l'Associació Lliure de Sindicats d'Alemanya el 1897 i l'editor del seu òrgan Einigkeit fins a la seva mort el 1904.